# Neonemobius palustris
Némobie des tourbières
Espèce
Synonymes
- Nemobius palustris Blatchley, 1900[1]

Répartition géographique
Neonemobius palustris, communément appelé Némobie des tourbières, est une espèce de grillons, présente dans l'Est de Amérique du Nord.

## Systématique
L'espèce Neonemobius palustris a été initialement décrite en 1900 par le zoologiste et géologue américain Willis Stanley Blatchley (d) (1859-1940) sous le protonyme de Nemobius palustris,.

## Description
Dans sa description de 1900, Willis Stanley Blatchley indique que les femelles mesurent environ 6,5 mm et présentent un ovipositeur de 3,5 mm. Cette espèce était alors si abondante par endroit que l'on pouvait en dénombrer six, voire plus, sur une surface de 1 000 cm2. Comme les autres espèces de ce genre, elle est donnée pour être très active.

## Liste des sous-espèces
Selon BioLib (15 novembre 2021) :
- sous-espèce Neonemobius palustris aurantius (J.A.G. Rehn & Hebard, 1911)
- sous-espèce Neonemobius palustris palustris (Blatchley, 1900)

## Étymologie
Son épithète spécifique, du latin palustris, « des marais », fait référence à son habitat.

## Publication originale
- (en) W. S. Blatchley, « On the Species of Nemobius Known to Occur in Indiana », Psyche, Hindawi Publishing Corporation (d) et Cambridge Entomological Club, vol. 9, no 289,‎ 1900, p. 51–54 (ISSN 0033-2615 et 1687-7438, OCLC 191673651, DOI 10.1155/1900/389618, lire en ligne).